# Anne Curtis
Anne Ojales Curtis-Smith, nota solo come Anne Curtis (Yarrawonga, 17 febbraio 1985), è un'attrice, conduttrice televisiva e cantante filippina con cittadinanza australiana.

## Filmografia parziale

### Cinema
- Juan & Ted: Wanted, regia di Al Tantay (2000)
- All About Love, registi vari (2006)
- Wag Kang Lilingon, regia di Jerry Lopez Sineneng e Quark Henares (2006)
- Ang Cute Ng Ina Mo, regia di Wenn V. Deramas (2007)
- When Love Begins, regia di Jose Javier Reyes (2008)
- Baler, regia di Mark Meily (2008)
- Ang Panday, regia di Rico Gutierrez e Mac Alejandre (2009)
- Babe, I Love You, regia di Mae Cruz-Alviar (2010)
- In Your Eyes, regia di Mac Alejandre (2010)
- Petrang Kabayo, regia di Wenn Deramas (2010)
- No Other Woman, regia di Ruel S. Bayani (2011)
- A Secret Affair, regia di Nuel Crisostomo Naval (2012)
- My Ex and Whys, regia di Cathy Garcia-Molina (2017)
- BuyBust, regia di Erik Matti (2017)
- Aurora, regia di Yam Laranas (2018)

### Televisione
- Anna Karenina (1996-2002)
- Ikaw Na Sana (1997-1998)
- Beh Bote Nga (1999-2003)
- Ang Iibigin Ay Ikaw (2002-2003)
- Hiram (2004-2005)
- ASAP (2004-2013)
- Maging Sino Ka Man (2006-2007)
- Maging Sino Ka Man: Ang Pagbabalik (2007-2008)
- Dyosa (2008-2009)
- It's Showtime (2009-in corso)
- The Wedding (2009)
- Green Rose (2011)
- Mars Ravelo's Dyesebel (2014)

## Discografia
- 2010 - Showtime: The Album
- 2011 - Annebisyosa
- 2014 - The Forbidden Album
- 2016 - Forever Young